# Vito De Filippo
Vito De Filippo, né le 27 août 1963 à Sant'Arcangelo, est un homme politique italien, membre du Parti démocrate. Il est président de la Basilicate de 2005 à 2013 et sous-secrétaire d'État du gouvernement italien de 2014 à 2018.

## Biographie
Ancien membre du Parti populaire italien, il adhère à La Marguerite et devient président du conseil régional de la Basilicate en décembre 2003. Se présentant sur la liste de centre-gauche L'Union lors des élections régionales de 2005, il obtient 67 % des voix et devient président de la région. Cinq ans plus tard, il est réélu avec 60,82 % des voix.
Le 24 avril 2013, il démissionne à la suite d'un scandale de détournements de fonds de deux de ses adjoints, ce qui provoque des élections anticipées le 18 novembre de la même année. 
Il devient néanmoins sous-secrétaire d'État au ministère de la Santé du gouvernement Renzi en février 2014, avant d'être confirmé en décembre 2016 comme sous-secrétaire d'État au sein du gouvernement Gentiloni, mais cette fois-ci au ministère de l'Éducation, de l'Université et de la Recherche.

## Filmographie
- 2012 : Obsession maladive (Do No Harm) de Philippe Gagnon : Docteur David Rosen